# Stilfs
Stilfs (Italiaans: Stelvio) is een gemeente in de Italiaanse provincie Zuid-Tirol (regio Trentino-Zuid-Tirol) en telt 1300 inwoners (31-12-2004). De oppervlakte bedraagt 140 km², de bevolkingsdichtheid is 9 inwoners per km². Nabij de plaats ligt de Stelviopas (Stilfserjoch), een beroemde bergpas.

## Geografie
Stilfs grenst aan de volgende gemeenten: Bormio (SO), Laas, Martell, Prato allo Stelvio, Taufers im Münstertal, Valfurva (SO).
De volgende Fraktionen maken deel uit van de gemeente:
- Gomagoi
- Sulden (Solda)
- Trafoi